# Eupithecia comes
Eupithecia comes là một loài bướm đêm trong họ Geometridae.